# HD206653
HD206653 — хімічно пекулярна зоря спектрального класу B9, що має видиму зоряну величину в смузі V приблизно  7,2.
Вона  розташована на відстані близько 787,8 світлових років від Сонця.

## Фізичні характеристики
Телескоп Гіппаркос зареєстрував фотометричну змінність  даної зорі з періодом    1,79 доби в межах від  Hmin= 7,21 до  Hmax= 7,16.

## Пекулярний хімічний склад
Зоряна атмосфера HD206653 має підвищений вміст 
Si
.